# Vildé-Guingalan
Vildé-Guingalan [vilde gɛ̃galɑ̃] (Gwilde-Gwengalon en breton) est une commune française située dans le département des Côtes-d'Armor, en région Bretagne.

## Géographie

### Communes limitrophes
| - OpenStreetMap Limite communale. |

| Saint-Maudez        | Corseul         | Aucaleuc           |
| La Landec           | Vildé-Guingalan | Aucaleuc, Trélivan |
| La Landec, Trébédan | Trébédan        | Trélivan           |

### Hydrographie
Pour un article plus général, voir Réseau hydrographique des Côtes-d'Armor.
La commune est située dans le bassin Loire-Bretagne. Elle est drainée par le ruisseau des Vaux du moulin et les Vaux du Moulin,,.
Le Vaux du moulin, d'une longueur de 11 km, prend sa source dans la commune de Aucaleuc et se jette  dans le Montafilan à Corseul, après avoir traversé quatre communes. 

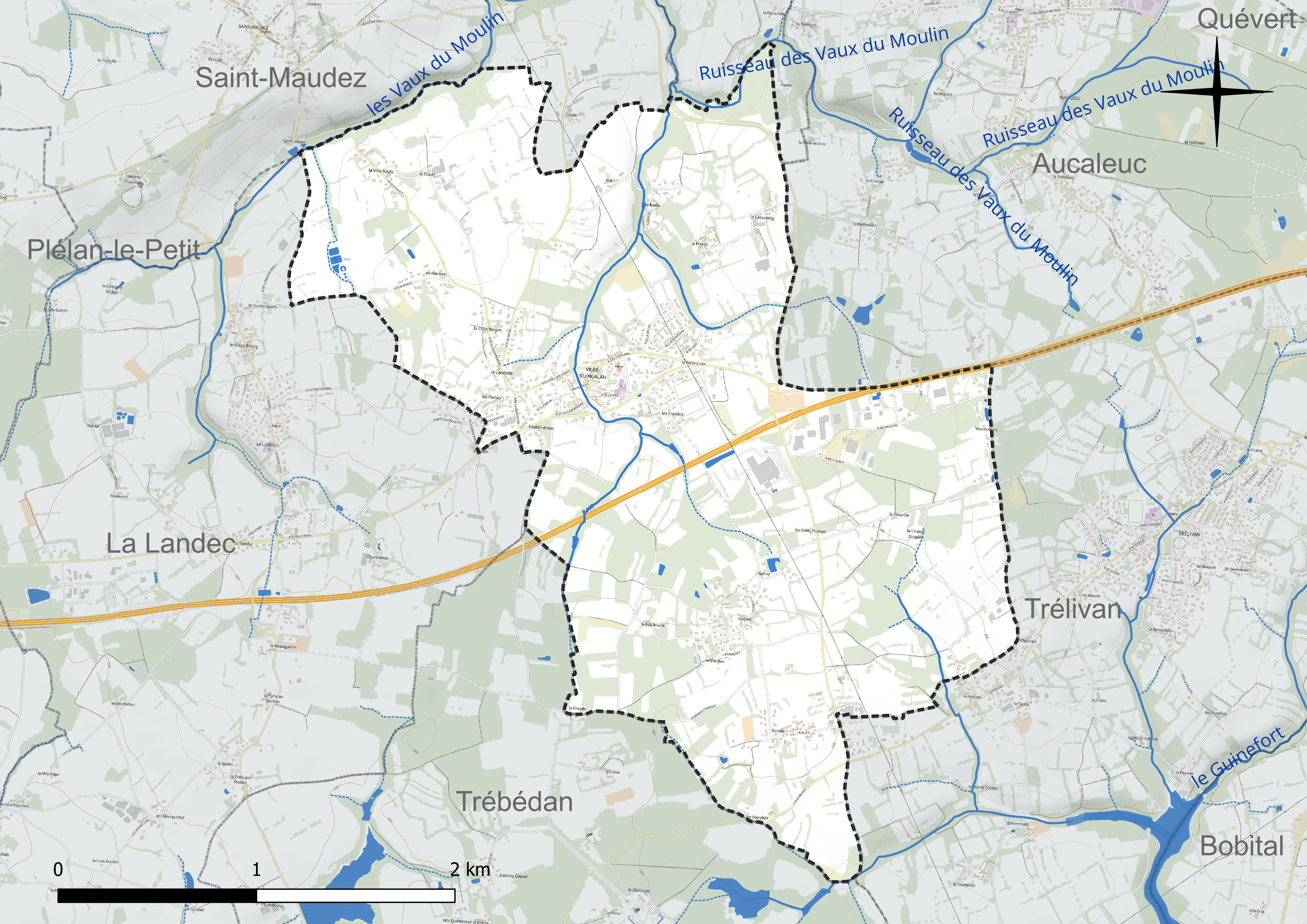
Réseau hydrographique de Vildé-Guingalan.

### Climat
Pour des articles plus généraux, voir Climat de la Bretagne et Climat des Côtes-d'Armor.
En 2010, le climat de la commune est de type climat océanique franc, selon une étude du CNRS s'appuyant sur une série de données couvrant la période 1971-2000. En 2020, Météo-France publie une typologie des climats de la France métropolitaine dans laquelle la commune est exposée à un climat océanique et est dans la région climatique  Bretagne orientale et méridionale, Pays nantais, Vendée, caractérisée par une faible pluviométrie en été et une bonne insolation. Parallèlement l'observatoire de l'environnement en Bretagne publie en 2020 un zonage climatique de la région Bretagne, s'appuyant sur des données de Météo-France de 2009. La commune est, selon ce zonage, dans la zone « Intérieur », exposée à un climat médian, à dominante océanique.  
Pour la période 1971-2000, la température annuelle moyenne est de 11,4 °C, avec  une amplitude thermique annuelle de 11,7 °C. Le cumul annuel moyen de précipitations est de 755 mm, avec 12,5 jours de précipitations en janvier et 6,5 jours en juillet. Pour la période 1991-2020, la température moyenne annuelle observée sur la station météorologique la plus proche, située sur la commune du Quiou à 15 km à vol d'oiseau, est de 11,6 °C et le cumul annuel moyen de précipitations est de 757,4 mm,. Pour l'avenir, les paramètres climatiques de la commune estimés pour 2050 selon différents scénarios d’émission de gaz à effet de serre sont consultables sur un site dédié publié par Météo-France en novembre 2022.

## Urbanisme

### Typologie
Au 1er janvier 2024, Vildé-Guingalan est catégorisée commune rurale à habitat dispersé, selon la nouvelle grille communale de densité à 7 niveaux définie par l'Insee en 2022.
Elle est située hors unité urbaine. Par ailleurs la commune fait partie de l'aire d'attraction de Dinan, dont elle est une commune de la couronne,. Cette aire, qui regroupe 25 communes, est catégorisée dans les aires de moins de 50 000 habitants,.

### Occupation des sols
L'occupation des sols de la commune, telle qu'elle ressort de la base de données européenne d’occupation biophysique des sols Corine Land Cover (CLC), est marquée par l'importance des territoires agricoles (83,6 % en 2018), en diminution par rapport à 1990 (85,1 %). La répartition détaillée en 2018 est la suivante :
zones agricoles hétérogènes (52,6 %), terres arables (27 %), zones urbanisées (7,8 %), forêts (5,1 %), prairies (4 %), zones industrielles ou commerciales et réseaux de communication (3,5 %). L'évolution de l’occupation des sols de la commune et de ses infrastructures peut être observée sur les différentes représentations cartographiques du territoire : la carte de Cassini (XVIIIe siècle), la carte d'état-major (1820-1866) et les cartes ou photos aériennes de l'IGN pour la période actuelle (1950 à aujourd'hui).

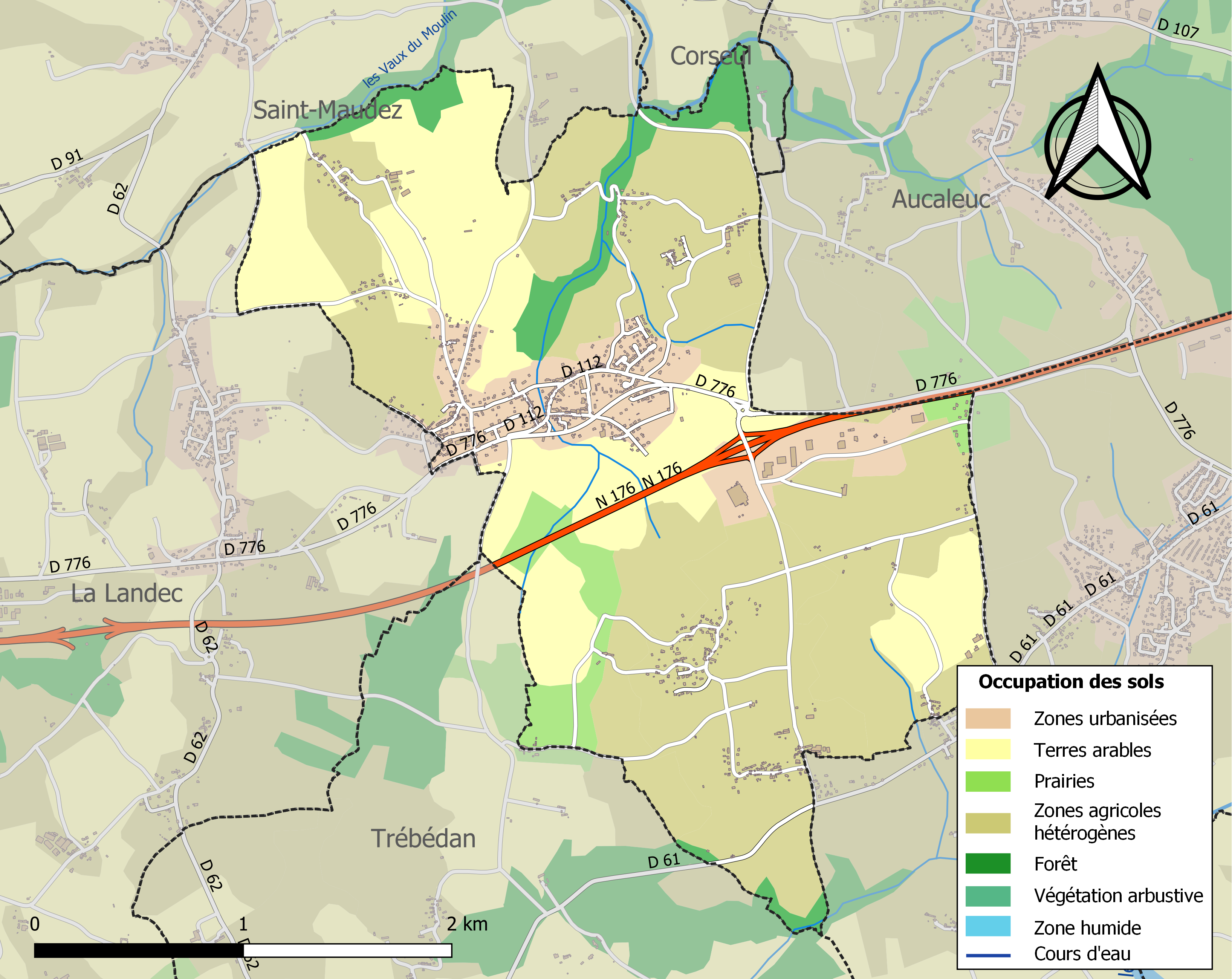
Carte des infrastructures et de l'occupation des sols de la commune en 2018 (CLC).

## Toponymie
- Vildé est attesté sous la forme villa Dei vers 1330[16],[17]. Cela signifie en latin médiéval « village de Dieu ». La forme d(i)é est une forme locale du mot dieu. Il correspond aux formations médiévales du type Villedieu qui désignent généralement des maisons de l'ordre de Malte[18],[19],[20].
- Guingalan est attesté sous la forme Guengalan au XIIe siècle. Il semble s'agir d'un anthroponyme d'origine bretonne : soit Wincalan[18] ou encore Winwaloe, autrement dit Guénolé, suivi d'un suffixe -an. D'ailleurs, la paroisse de Vildé-Guingalan était anciennement dédiée à saint Guénolé : Villa Dei Guingualoei[réf. nécessaire].

## Histoire

### LeXXesiècle

#### Les guerres duXXesiècle
Le monument aux morts porte les noms des 39 soldats morts pour la Patrie :
- 32 sont morts durant la Première Guerre mondiale ;
- 5 sont morts durant la Seconde Guerre mondiale ;
- 1 est mort durant la guerre d'Algérie ;
- 1 est mort durant la guerre d'Indochine.

## Héraldique
| Blason de Vildé-Guingalan | Blason  | Parti de gueules et d'argent au chef d'hermine, à un écusson posé en abime d'hermine à une croix du temple de gueules. |
| Blason de Vildé-Guingalan | Détails | Le statut officiel du blason reste à déterminer.                                                                       |

## Politique et administration

### Les maires de la commune
| Période                                  | Période   | Identité           | Étiquette | Qualité  |
| ---------------------------------------- | --------- | ------------------ | --------- | -------- |
| mars 1983                                | mars 1989 | Emile Crochet      |           |          |
| mars 1989                                | mars 2001 | Germain Auffray    |           |          |
| mars 2001                                | mars 2008 | Paulette Lhermitte |           |          |
| mars 2008                                | En cours  | Jean-Yves Juhel    | DVG       | Retraité |
| Les données manquantes sont à compléter. |           |                    |           |          |

### Le conseil municipal
| Fonction    | Identité           | Liste           |
| ----------- | ------------------ | --------------- |
| Maire       | Jean-Yves Juhel    | Vildé pour tous |
| 1er adjoint | Gérard Miriel      | Vildé pour tous |
| 2e adjoint  | Marcel Pigeon      | Vildé pour tous |
| 3e adjoint  | Anne-Marie Fossard | Vildé pour tous |
| 4e adjoint  | Monique Lemoine    | Vildé pour tous |
| Conseiller  | René Robert        | Vildé pour tous |
| Conseiller  | Annie Réhel        | Vildé pour tous |
| Conseiller  | Christian Morin    | Vildé pour tous |
| Conseiller  | Roselyne Moricet   | Vildé pour tous |
| Conseiller  | Philippe Uro       | Vildé pour tous |
| Conseiller  | Daniel Jégo        | Vildé pour tous |
| Conseiller  | Jérôme Juvaux      | Vildé pour tous |
| Conseiller  | Nadège Damide      | Vildé pour tous |
| Conseiller  | Virginie Cabuy     | Vildé pour tous |
| Conseiller  | Myriam Le Bail     | Vildé pour tous |

## Population et société

### Démographie

#### Évolution démographique
L'évolution du nombre d'habitants est connue à travers les recensements de la population effectués dans la commune depuis 1793. Pour les communes de moins de 10 000 habitants, une enquête de recensement portant sur toute la population est réalisée tous les cinq ans, les populations de référence des années intermédiaires étant quant à elles estimées par interpolation ou extrapolation. Pour la commune, le premier recensement exhaustif entrant dans le cadre du nouveau dispositif a été réalisé en 2006.

En 2022, la commune comptait 1 294 habitants, en évolution de +3,85 % par rapport à 2016 (Côtes-d'Armor : +1,78 %, France hors Mayotte : +2,11 %).
| 1793 | 1800 | 1806 | 1821 | 1831 | 1836 | 1841 | 1846 | 1851 |
| ---- | ---- | ---- | ---- | ---- | ---- | ---- | ---- | ---- |
| 395  | 467  | 477  | 501  | 518  | 571  | 569  | 597  | 603  |

| 1856 | 1861 | 1866 | 1872 | 1876 | 1881 | 1886 | 1891 | 1896 |
| ---- | ---- | ---- | ---- | ---- | ---- | ---- | ---- | ---- |
| 597  | 606  | 638  | 688  | 711  | 701  | 686  | 626  | 703  |

| 1901 | 1906 | 1911 | 1921 | 1926 | 1931 | 1936 | 1946 | 1954 |
| ---- | ---- | ---- | ---- | ---- | ---- | ---- | ---- | ---- |
| 738  | 718  | 719  | 633  | 626  | 628  | 584  | 588  | 568  |

| 1962 | 1968 | 1975 | 1982 | 1990 | 1999 | 2006  | 2011  | 2016  |
| ---- | ---- | ---- | ---- | ---- | ---- | ----- | ----- | ----- |
| 568  | 594  | 644  | 793  | 820  | 878  | 1 137 | 1 215 | 1 246 |

| 2021  | 2022  | - | - | - | - | - | - | - |
| ----- | ----- | - | - | - | - | - | - | - |
| 1 276 | 1 294 | - | - | - | - | - | - | - |

#### Pyramide des âges
La population de la commune est relativement jeune.
En 2018, le taux de personnes d'un âge inférieur à 30 ans s'élève à 37,2 %, soit au-dessus de la moyenne départementale (30,7 %). À l'inverse, le taux de personnes d'âge supérieur à 60 ans est de 24,2 % la même année, alors qu'il est de 32,9 % au niveau départemental.
En 2018, la commune comptait 610 hommes pour 634 femmes, soit un taux de 50,96 % de femmes, légèrement inférieur au taux départemental (51,7 %).
Les pyramides des âges de la commune et du département s'établissent comme suit.
| Hommes | Classe d’âge | Femmes |
| ------ | ------------ | ------ |
| 0,5    | 90 ou +      | 1,8    |
| 5,9    | 75-89 ans    | 8,2    |
| 17,4   | 60-74 ans    | 14,6   |
| 18,4   | 45-59 ans    | 17,0   |
| 20,1   | 30-44 ans    | 21,8   |
| 15,3   | 15-29 ans    | 14,1   |
| 22,5   | 0-14 ans     | 22,4   |

| Hommes | Classe d’âge | Femmes |
| ------ | ------------ | ------ |
| 0,9    | 90 ou +      | 2,6    |
| 9,1    | 75-89 ans    | 12,5   |
| 21,1   | 60-74 ans    | 21,6   |
| 20,4   | 45-59 ans    | 19,4   |
| 16,3   | 30-44 ans    | 15,7   |
| 15,1   | 15-29 ans    | 12,8   |
| 17,1   | 0-14 ans     | 15,5   |

## Lieux et monuments

### L'église Saint-Jean-Baptiste (XIXesiècle)
Les templiers qui possédaient une Commanderie relevant de celle de Lannouée, en Yvignac, construisirent une chapelle pour les besoins du petit établissement. La chapelle devint plus tard une église.

L'église actuelle a été construite en deux temps : d'abord le clocher et le chœur en 1823, puis la nef en 1868/1870.

La tour, unie à la façade, se prolonge d'une flèche couverte en ardoises.

Au cours de la Révolution, des soldats de Jugon-les-Lacs auraient pénétré dans l'église, détruisant le mobilier et emportant les statues pour les brûler ;

ainsi s'explique la pauvreté de l'édifice actuel.
Voir aussi : Bénitier de Vildé-Guingalan.

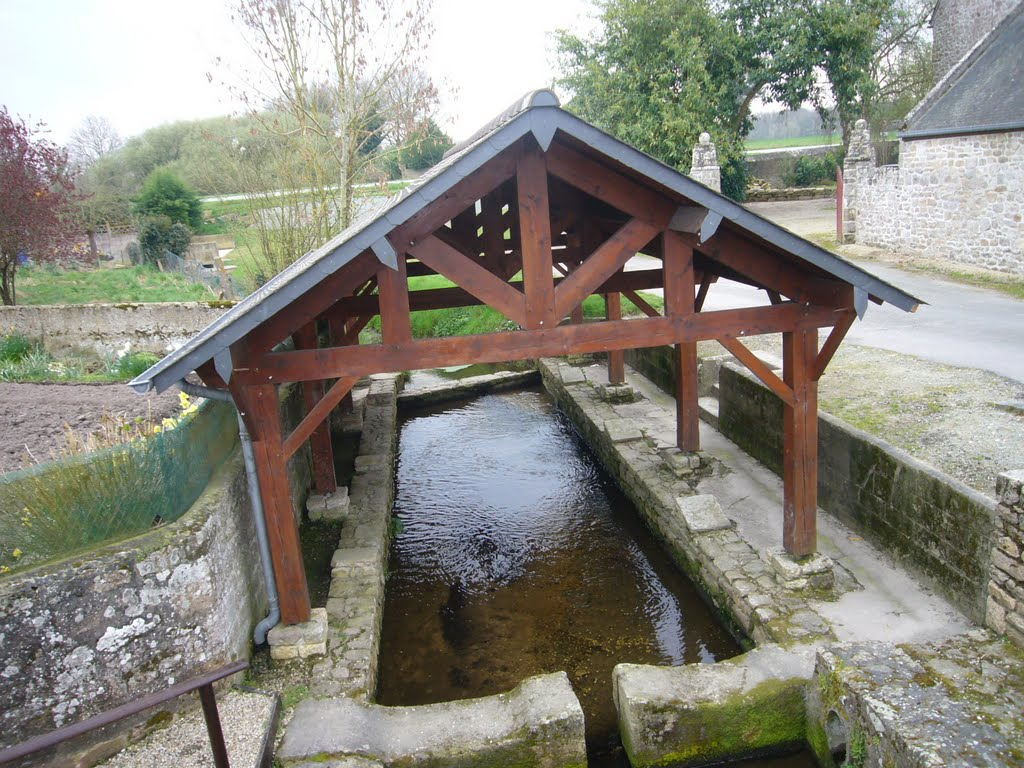
Le lavoir.
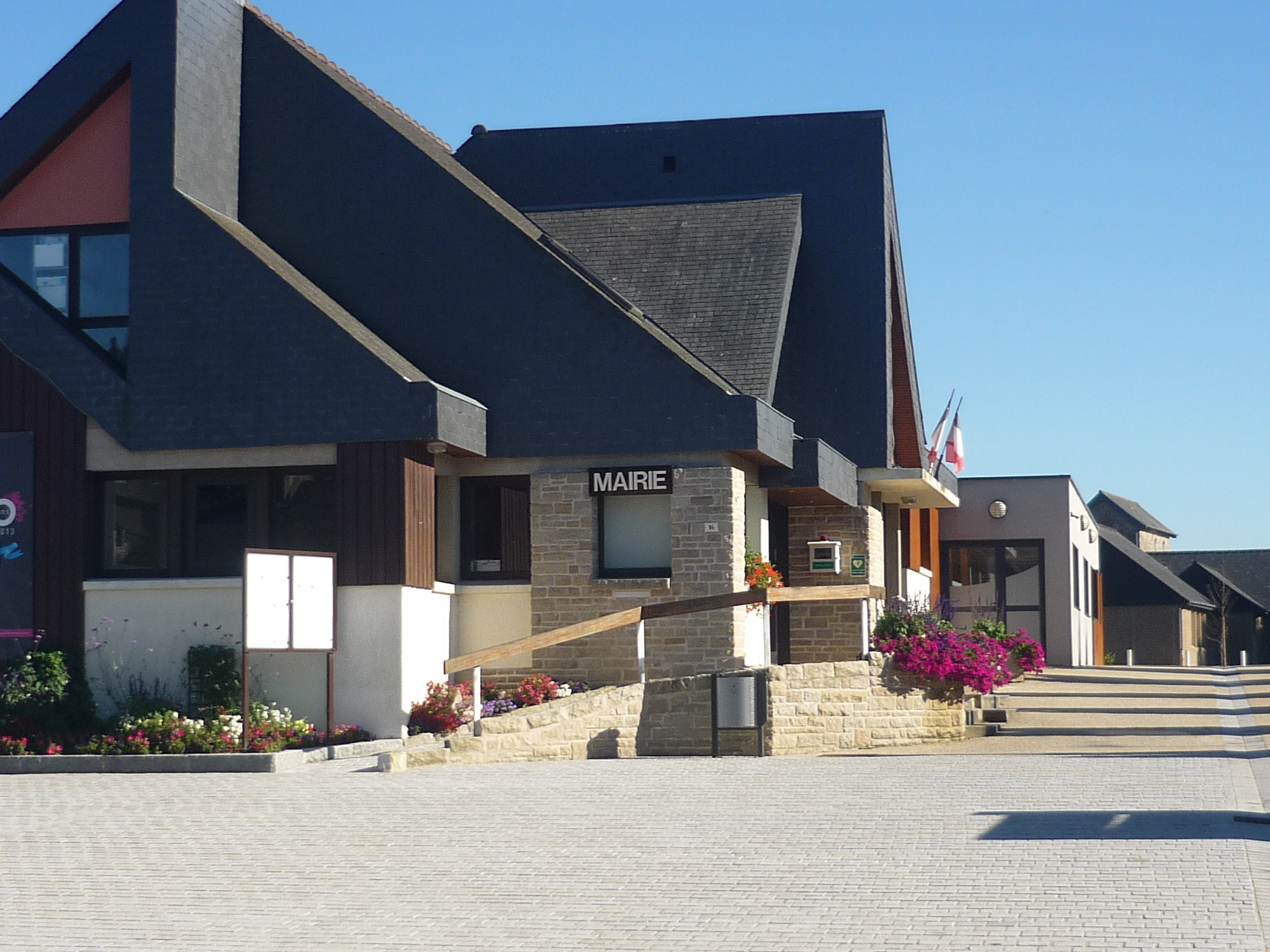
La mairie.
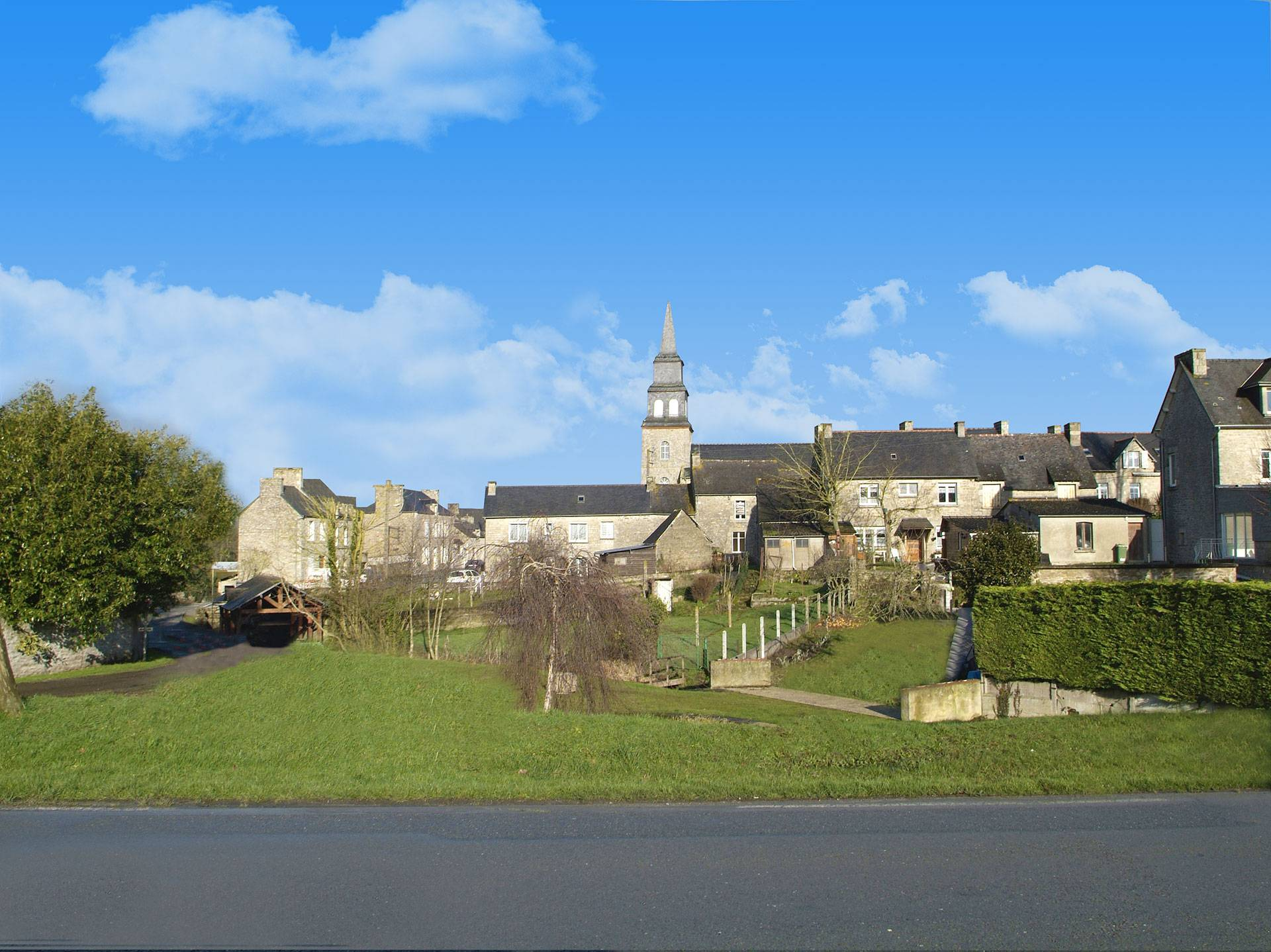
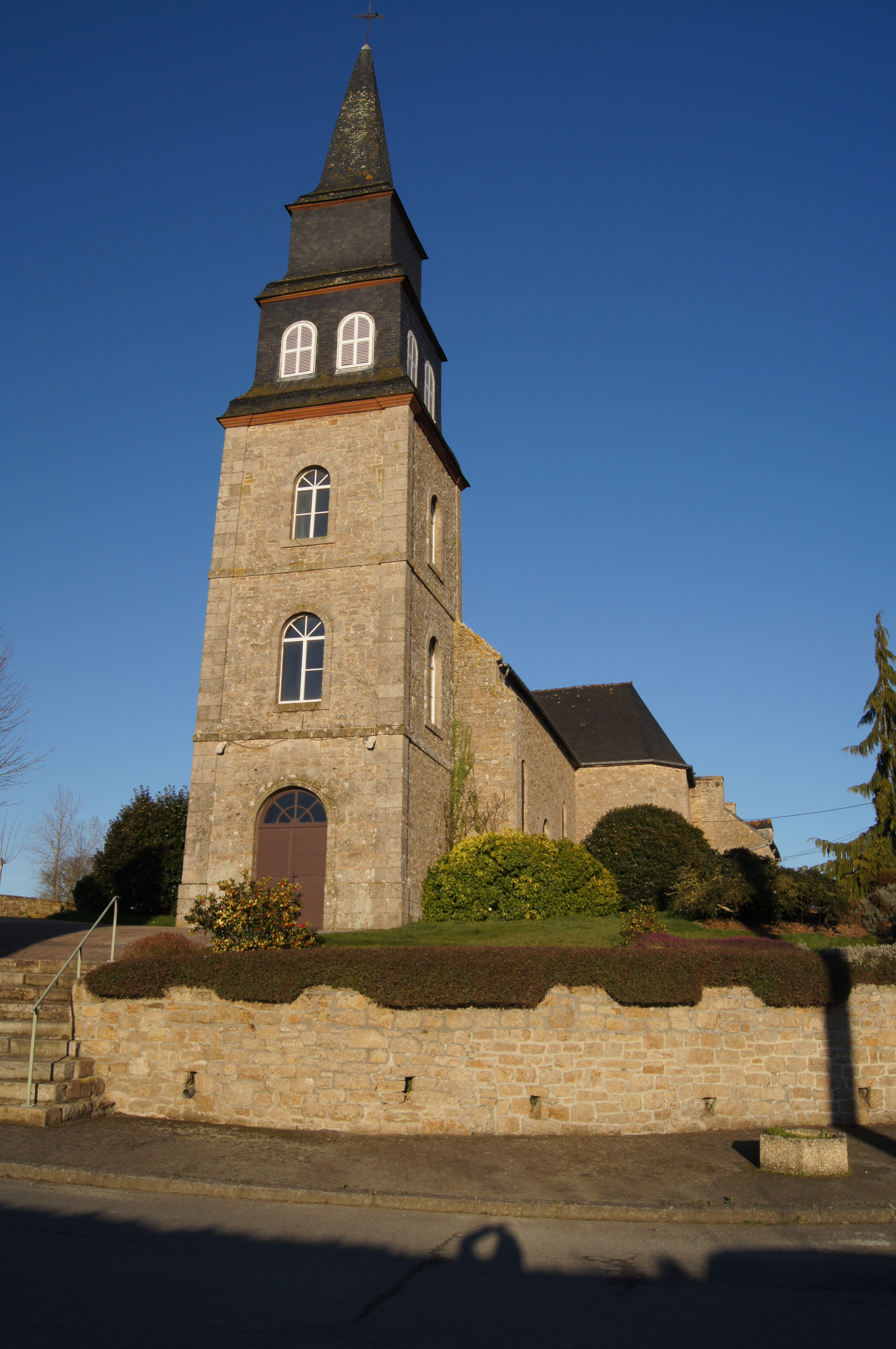
L'église Saint-Jean-Baptiste.
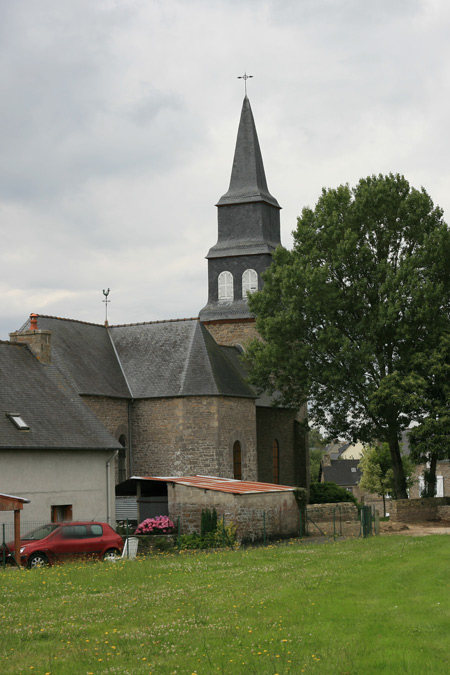
L'église Saint-Jean-Baptiste.

### Autres lieux et monuments
- Des maisons du village de Viel (XVIIe et XVIIIe siècles).
- La croix du cimetière (fin XVIIIe).
- Le calvaire du Bourg (1865 pour le socle, 1948 pour la croix).
- Croix : Moy (1855), Boculé (1860), Coavou (1862), Tracin (1866).
- Le lavoir (restauré en 2000).